# Nadežda Krupska
Nadežda Konstantinovna Krupska, (rusko Наде́жда Константи́новна Кру́пская) ruska revolucionarka, sovjetska državna, partijska, javna in kulturna osebnost, organizatorka in glavna ideologinja sovjetskega izobraževalnega sistema in komunistične vzgoje mladine, * 14. februar 1869, Sankt Peterburg, Ruski imperij, † 27. februar 1939, Moskva, RSFSR, ZSSR. 
Bila je žena 1. predsednika Sveta ljudskih komisarjev ZSSR Vladimira Iljiča Lenina. Prav tako je bila častna članica Akademije znanosti ZSSR (1931), članica predsedstva Vrhovnega sveta ZSSR in Centralnega odbora KPSZ.
Nadežda Krupska se je rodila v premožni družini, ki se je sicer s časom padla v hudo revščino. V tem obdobju se je odločila, da želi pomagati ruskim revežem. Na enem izmed sestankov marksističnih skupin je spoznala Lenina, ki je bil kasneje izgnan v Sibirijo, kjer so ji dovolili ostati z njim le pod predlogom poroke. Po oktobrski revoluciji leta 1917 je začela Krupska nastopati na čelu politične scene. Med leti 1922 in 1925 je v stranki skupaj s Stalinom, Zinovjevom in Kamenjevom nasprotovala Trockemu, čeprav so se kasneje njeni sporazumi s Stalinom končali. Med leti 1929 in 1939 je bila namestnica komisarja za izobraževanje in imela močan vpliv na sovjetski izobraževalni sistem, posledica česar je bil tudi razvoj sovjetskega knjižničarstva in bralnih društev.

## Mladost
Krupska se je rodila v obubožani družini višjega sloja. Njen oče Konstantin Ignatjevič Krupski (1838–1883) je bil ruski vojaški častnik in plemič Ruskega cesarstva. Šolal se je v ruski vojski, kjer je bil povišan v častnika v pehoti. Pred odhodom na službo na Poljsko se je poročil z Jelizaveto Vasiljevno Tistrovo. Po šestih letih služenja je Krupski izgubil naklonjenost svojih nadzornikov in bil “obtožen ne-ruskih dejavnosti”, zaradi česar je bil odpuščen. Po tem času je delal v tovarnah ali kjer koli je lahko našel delo. Pred smrtjo so mu vrnili mesto častnika.
Njena mati, Jelizaveta Vasiljevna Tistrova (1843-1915), je bila hči ruskih plemičev brez zemlje. Jelizavetina starša sta umrla, ko je bila majhna, vendar je vseeno dobila dobro izobrazbo. Bila je vpisana na tečaje Bestuzhev, najvišjo formalno izobrazbo žensk v Rusiji v tistem času. Ko je diplomirala, je Jelizaveta delovala kot guvernanta plemiških družin, dokler se ni poročila s Krupskim.
Ena izmed njenih prijateljic iz dekliške gimnazije Ariadna Tirkova jo je opisala kot visoko in tiho dekle, ki se ni zmenilo za fante, ki je bilo premišljeno in z močnimi stališči. Krupska pa je kar dvakrat zamenjala srednjo šolo, saj je poskusila najti čim bolj liberalno izobrazbo. To je našla v ugledni dekliški šoli princa A. A. Obolenskega, kjer je delovalo nekaj revolucionarjev. Izobrazba nje in njenih staršev je skupaj z njenimi izkušnjami v delavskem okolju privedla do izoblikovanja njenih političnih prepričanj, saj je že zelo zgodaj pokazala željo po protestu proti težkemu življenju, ki ga je opazila povsod okoli sebe.
Na svojo zunanjost ni dala nič, ni se spogledovala z moškimi, ni plesala in ni si želela moža. Nasprotno, poročene ženske so se ji smilile, ker naj bi živele v suženjstvu in se odpovedale lastnemu življenju.
Po smrti očeta, je Krupska skupaj s svojo mamo začela učiti na zasebnih urah, da sta si lahko zagotovili preživetje. Držali sta se pedagoške teorije Leva Tolstoja, ki pravi da bi morale biti šolske ure bolj spontane in manj strukturirane, kar bi pripomoglo k boljšemu osebnostnemu razvoju vsakega študenta.
Kot profesorica je imela dostop do številnih Tolstojevih del, v katerih se je seznanila z njegovimi političnimi in teološkimi učenji, ki spodbujajo ljudi, da se vzdržujejo razkošja, ki naj bi bilo nepotrebno. Njegove ideje niso bile ilegalne, saj niso bile preveč ekstremne, vsekakor pa so Nadeždi pomagale pri premiku na levi del političnega spektra, ki je s časom postal vse bolj ekstremen. Ta dela so na Krupsko naredila velik in trajen vtis, zaradi česar je zgradila odpor do bogatih oblačil in razkošnih okraskov tako doma, kot v pisarni.
Krupska je začela sodelovati v vse več debatnih krožkih, kjer je prvič prišla v stik z marksističnimi teorijami, v katerih je videla potencial za izboljšanje življenja ljudi okoli sebe. Začela je poglobljeno študirati marksistične teorije, kar pa ni bilo lahko, saj je ruska vlada prepovedala mnogo knjig, ki so jih videli kot preveč revolucionarne, zato se je začela družiti z revolucionarji v ilegalnih podzemeljskih knjižnicah.

## Življenje po poroki
Na eni izmed razpravljalnih skupin je Krupska spoznala Vladimirja Iljiča Uljanova (Lenjina). Nad njegovimi govori je bila navdušena, nad njegovo osebnostjo pa ne. Žal o njunih zgodnejših odnosih ne vemo, saj sta bila oba o osebnih zadevah bolj skrivnostna.
Oktobra 1896, nekaj mesecev po Leninovi aretaciji, je bila tudi sama aretirana. Lenin je bil izgnan v Sibirijo. Krupska je dobila priložnost, da se mu tam pridruži pod pogojem, da se z njim zaroči in ob prvi priložnosti poroči.
Krupska je verjetno trpela za Basedowovo boleznijo, ki prizadene ščitnco, ki lahko povzroči izbočenje oči, lahko pa celo zmoti menstrualni cikel, kar lahko razloži, zakaj z Leninom nikoli ni imela otrok.
Njen odnos z Leninom je bil bolj profesionalen kot zakonski, vendar je ostala zvesta in ni niti enkrat pomislila na ločitev. Njun odnos pa ji je omogočal udejstvovanje v politiki, kjer je lahko prevzela odgovornost za področje, ki jo je od nekdaj zanimalo, tj. izobrazbo.
Po izpustitvi je Lenin odšel v München, kjer se mu je Krupska pridružila po svoji izpustitvi leta 1901. Kasneje sta se skupaj preselila v London. To obdobje je bilo zaznamovano z pogostim preseljevanjem para. Živela sta tudi v Švici in Parizu, kjer sta spoznala Inesso Armand, s katero sta se spoprijateljila. Inessa je Lenina kot revolucijonarja oboževala in si je z njim pogosto dopisovala. Ko se je z Leninom in Krupsko spoprijateljila so začeli živeti skupaj. Krupska, ki je zavračala takratne malomeščanske navade in je bila na svoj netradicionalen odnos z Leninom in Inesso ponosna. Ko je v Rusiji izbruhnila revolucija, se je trojica z vlakom pripeljala v Rusijo, kjer je Lenin prevzel oblast.

## Politična kariera
Krupska je bila izredno dejavna na področju politike, kar se tudi pokaže v njenem delovanju kot funkcionarke boljševiške frakcije Ruske social-demokratske delavske stranke (RSDDS) iz leta 1903.
Lev Trocki, ki je sodeloval z Leninom in Krupsko od leta 1902 do 1903, je v svoji avtobiografski pripovedi (“Moje Življenje”, 1930) opisal pomemben položaj Krupska v RSDDS in izhajanju njihovega časopisa Iskra. “Tajnica uredniškega odbora Iskre je bila Leninova žena … Bila je v središču organizacijskega dela; sprejemala je sodelavce, ko so prihajali, nasvetovala jim pred tem ko so odhajali, vzpostavljala stike, posredovala tajne naslove, pisala pisma ter dešifrirala korespondence. V njeni sobi je vedno dišalo po sežganem papirju od tajnih pisem, ki jih je držala nad ognjem, da bi razbrala vsebino...”
Krupska je postala tajnica centralne komisije leta 1905. Istega leta se je povrnila v Rusijo, ampak odšla nazaj zaradi neuspeha revolucije leta 1905 in nekaj let delala kot učiteljica v Franciji.
Po oktobrski revoluciji leta 1917 je bila imenovana za namestnico ljudskega komisarja za šolstvo, Anatolija Lunačarskega. Takrat je prevzela oddelek za izobraževanje odraslih (Vneshkol’niy Otdel). Leta 1920 je postala predsednica za izobraževanje in zavzemala položaj namestnice komisarja za šolstvo (vladnega ministra) med leti 1929 in 1939.
Krupska je ključno vlogo odigrala pri ustanovitvi komsomolskega in pionirskega gibanja ter razvoju sovjetskega izobraževalnega sistema, vključno s cenzuro znotraj njega. Pomemben vpliv je dosegla pri razvoju sovjetskih knjižnic in bralnih društev. Leta 1924 je Krupska postala članica Komunistične partije Sovjetske zveze, leta 1927 članica nadzorne komisije, leta 1931 pa še članica Vrhovnega sovjeta.

### Politična prepričanja
Po Leninovi smrti, januarja 1924, se je Krupska v velikih sporih med Levom Trockim in levo opozicijo politično približala pozicijam Grigorija Zinovjeva in Leva Kamenjeva, med tem ko je imel Stalin dominantno pozicijo v Partiji in Nikolaj Buharin vodil desno opozicijo. Med leti 1922 in 1925 sta bila Zinovjev in Kamenjev v koalicijskem triumviratu s Stalinovim centrom proti levi opoziciji Trockega. Leta 1925 je Krupska napadla Trockega v polemičnem odgovoru na njegovo delo Uroki Oktyabrya.
V zvezi z razpravo o socializmu v državi proti stalni revoluciji je trdila, da Trocki podcenjuje vlogo kmečkega dela prebivalstva. Prav tako je menila, da si je Trocki napačno razložil pomen revolucionarnih razmer v Nemčiji po koncu 1. svetovne vojne. Med potekom Partijskega kongresa in Partijske konference leta 1925 je v mnenjih podprla Grigorija Zinovjeva in Leva Kamenjeva proti Stalinu, ko je trojka dokončna razpadla. Leta 1926 so Krupska, Zinovjev in Kamenjev vstopili v zavezništvo z levo opozicijo Trockega, da bi ustanovili Združeno opozicijo proti Stalinu. Zaradi naraščajočega pritiska s strani države, Stalinovega centra in desne opozicije, ki so zahtevali odpravo Združene opozicije, je bila Krupska, decembra 1927, prisiljena glasovati za izgon Trockega, Zinovjeva in Kamenjeva iz Komunistične partije.
Leta 1936 je Nadežda Krupska zagovarjala omejitve splava, ki jih je v tem letu sprejela sovjetska vlada.

### Vloga Krupske v gruzijski aferi in trenja s Stalinom
Leta 1922 se je pojavil konflikt med boljševiki glede statusa Gruzije in pogoja, pod katerim bi se politično povezala s Sovjetsko zvezo. Ta konflikt je kasneje postal znan kot gruzijska afera in se je osebno in politično razširil med visoko uvrščenimi člani boljševiške stranke, vključno s Stalinom, Trockim in Leninom. Zgodovinar Stephen Kotkin v svoji knjigi Stalin: Paradoksi moči (2014) trdi, da so tri pisma in en članek Pravde, ki naj bi bila namenjena Leninu ter prav tako tudi poročilo o gruzijski aferi poslano Leninu, bila delno spremenjena Krupski, ki je s tem poskušala omadeževati Stalinov ugled v Partiji.

### Sovjetsko izobraževanje in knjižnice
Krupska je pred revolucijo na pobudo lastnika ene tovarne 5 let delala kot inštruktorica njegovih uslužbencev. Učila jih je branju, pisanju in matematičnih osnovah. Poleg tega je imela pouk z revolucionarno vsebino za tiste, ki so bili za to pripravljeni, kar je bilo nezakonito v tistih časih. Krupska je svojo službo izgubila v času, ko je skoraj 30.000 tovarniških delavcev stavkalo zaradi nizkih plač. Tudi po revoluciji je dala velik poudarek na težavah pri mladostniški organiziranosti in izobraževanju mladih.
Predrevolucionarne ruske knjižnice so ponavadi izključevale določene člane. Nekatere knjižnice so delovale izključno za višji sloj, med tem ko so druge bile za uslužbence določene firme. Poleg tega so imele omejeno ortodoksno literaturo, saj je bilo veliko na seznamu prepovedanih. Težave so se pojavljale pri iskanju knjig z novo vsebino in mislimi in to je bil poglaviten razlog za ustanovitev podzemnih čitalnic. Dodatno je ustanovitev knjižnic oteževala nepismenost ljudstva. Vyborška knjižnica, ki jo je načrtoval finski arhitekt Alvar Aalto, je bila po sovjetski aneksiji Vyborga preimenovana v Mestno občinsko knjižnico Nadežde Krupske.

### Izobrazba v Sovjetski Zvezi
Revolucija na začetku ni prinesla izboljšav za knjižnice, temveč pa je nekaj časa bilo veliko težav. Sindikati niso dovolili javne rabe knjig, sredstev za nakup novih knjig in gradiva je začelo primanjkovati. Knjige, ki so bile v knjižnicah, pa so postopoma propadle in postale neuporabne. Zaradi nizkih dohodkov je bilo zanimanje na področju knjižnic prav tako majhno in za izboljšanje situacije so ruske knjižnice potrebovale ponovno organizacijo.
Krupska se je lotila teh težav z vodenjem popisa knjižnic. Knjižnice in čitalnice je spodbujala, da bi odpirali vrata širši javnosti. Pri pogovoru s pokrovitelji je knjižničarje spodbujala k rabi preprostega govora. Za izboljšanje bralnih katalogov so potekali odbori. Na konferenci je Krupska o razvoju knjižnic dejala, da jih je zelo malo, njihove zaloge knjig so neprimerne, kakovost je grozovita in ljudstvo jih sploh ne pozna ter ne zna uporabljati. Iskala je tudi boljše strokovne šole za knjižničarje, in sicer v predrevolucionarni Rusiji uradnega izobraževanja za knjižničarje ni bilo in se je v resnici pojavilo šele v 20. stoletju. Krupska se je zato zavzemala za ustanovitev knjižničarskih seminarjev, kjer naj bi že šolani knjižničarji svoje veščine poučevali ambicioznim učencem. Krupska je prav tako želela, da bi knjižničarji bili spretnejši pri govornem in pisnem izražanju, da bi lahko bolj jasno razložili svojim pokroviteljem, zakaj so nekatera gradiva in knjige boljše od drugih. Menila je, da je razlaga o izbiri virov pokroviteljem prvo kot prvo vljudnost in priložnost za izobrazbo o socialistično-političnih vrednotah. Knjižničarji naj bi tako postali spodbujevalci revolucije in pozneje tudi tisti, ki so pomagali ohranjati vrednote socialistične države.
Krupska je bila zavzeta marksistka, za katero je vsak element javnega izobraževanja pomenil korak k izboljšanju življenjskega standarda prebivalstva. S svojo borbenostjo in ustvarjalnostjo je skušala vsakemu posamezniku omogočiti dostop do knjižnic in izobraževanja ter posledično do oblikovanja popolnega življenja. Izobraževanje je v njenih očeh predstavljalo življenjsko popolnost, orodji za izoblikovanje te popolnosti pa izobraževanje in sistem knjižnic.

## Zapuščina
- Po njeni smrti leta 1939 se je v njeno čast preimenovala leningrajska tovarna čokolade. Vrsta čokolade je dobila ime Krupska in to ime ohranja še danes.

- Asteroid 2071 Nadežda, ki ga je leta 1971 odkrila sovjetska astronomka Tamara Mihajlovna Smirnova, je bil imenovan v njeno čast.

- Filmski režiser Mark Donskoj je leta 1974 posnel biografski film z naslovom Nadežda. 1974 je v BBC-jevi produkciji Fall of Eagles Krupsko upodobila Lynn Farleigh.

- Leta 1974 je Jane Barnes Casey napisala izmišljeni memoir svojega življenja Jaz, Krupska: Življenje z Leninom (Houghton Mifflin Company; ISBN 0-395-18501-7).

- UNESCO je v njeno čast imenoval nagrado Unescove nagrade Nadežda K. Krupska literarna nagrada.

- Leta 1997 je Nadeždo Krupsko v estonski zgodovinski komediji Vsi moji Lenini upodobila estonska igralka Helene Vannari.